# Günter Kaußen
Heinz Günter Kaußen (* um 1928; † 13. April 1985 in Köln) war ein deutscher Betriebswirt und Immobilienunternehmer.

## Leben
Er studierte zunächst Philosophie, Psychologie und Germanistik. Nach dem frühen Tod seiner Eltern wechselte er zur Betriebswirtschaft an der Universität Köln. Danach war er wissenschaftlicher Mitarbeiter am dortigen Institut für Allgemeine Betriebswirtschaftslehre, Wirtschaftsprüfung und betriebliche Steuerlehre bei Erich Gutenberg.
1957 erbte er ein Zweifamilienhaus in der Bad Godesberger Dürenstraße 25, das er an persische Botschaftsangehörige vermietet hatte, und der Beginn für den Aufbau seines Immobilienunternehmens wurde. Im Sommer 1959 folgte der Kauf eines zweiten Mehrfamilienhauses in Köln. Nach dem Kauf seines achten Mehrfamilienhauses 1961 machte er sich selbstständig. Es folgten Objekte in den Altbau-Vierteln von Berlin, Düsseldorf und Hamburg. Im April 1962 erwarb er seinen 30., im Januar 1964 seinen 50. und im Februar 1965 seinen 100. Bau und stieg so durch den fremdfinanzierten Kauf zahlreicher sanierungsbedürftiger Mehrfamilienhäuser, die er zu Höchstpreisen vermietete, aber kaum instand hielt, zum größten privaten Hauseigentümer der damaligen Bundesrepublik auf. 1966 erwarb er schließlich ganze Siedlungen, wie die zur 1965 geschlossenen Zeche Vereinigte Helene & Amalie gehörenden Bergarbeitersiedlungen mit 4000 Wohnungen der Friedrich Krupp AG in Essen und 1115 Werkswohnungen der Monopol Bergwerks-GmbH in Kamen und Bergkamen.
Seine Geschäftspraktiken brachten ihm jedoch zahlreiche Gerichtsverfahren und wachsende Kritik zunächst der regionalen Medien ein. Als 1977 das Nachrichtenmagazin Der Spiegel über Kaußen unter der Überschrift Wohnungsspekulant Kaußen eine Titelgeschichte brachte, besaß er bereits über 20.000 Wohnungen. Zudem begann er sich auch in den USA zu engagieren und unterhielt ein Zweigbüro zur Verwaltung seines dortigen Immobilienbesitzes in San Francisco.
Zu Beginn der 80er Jahre geriet sein mit über 35.000 überwiegend sanierungsbedürftigen Wohnungen in überwiegend schlechteren Lagen nicht nur für das Finanzamt und die Banken, sondern auch ihn selbst nicht mehr überschaubares Unternehmen in finanzielle Schwierigkeiten. Am 13. April 1985 erhängte sich Kaußen in seinem Badezimmer. Er hinterließ vier Töchter aus einer langjährigen Beziehung mit einer Mitarbeiterin.
Danach beauftragte der Kölner Konkursrichter Wilhelm Uhlenbruck den Kölner Anwalt Klaus Hubert Görg mit der Vermögenssuche, der Verwaltung und der Abwicklung des Immobiliennachlasses, wodurch zahlreiche Gläubiger vor Insolvenz gerettet werden konnten.

## Filme
- Der öffentlichkeitsscheue, von vielen Journalisten vergeblich gesuchte Kaußen wurde erstmals in der 42-minütigen WDR-Dokumentation Gesucht wird ... Günter Kaußen von Paul Karalus von einem Hubschrauber aus gefilmt, wie er auf dem Dach seines Kölner Hauses Kartoffeln und Tomaten anpflanzte (Erstausstrahlung am 9. August 1974).
- Das Leben Kaußens wurde von Claus Strobel in einem 1994 erschienenen 90-minütigen Dokumentarfilm mit dem Titel Ich bin nicht Gott, aber wie Gott verfilmt. Hermann Lause spielte dabei die Hauptrolle.[4]